# ジャスミン (歌手)
ジャスミン（ロシア語: Жасмин、ラテン文字転写: Jasmin、1977年12月12日 - ）はロシアの歌手。

## 略歴
ダゲスタン共和国出身。モデルを経てロシア企業のエルドラドの社長に見初められ結婚。その後社長の猛プッシュで歌手デビューをした。

## 代表曲
- レスニチカ（繊毛）
- ヴィナヴァタ（悪かった）
- ペレピシュ・リュボフィ（愛を書き直す）

## その他
ジャスミンのミュージックPVには、フィンランドの首都ヘルシンキの街並みがよく使われている。例えば、レスニチカ、ペレピシュ・リュボフィなど。